# 새뮤얼 모스

모스 전신기

새뮤얼 핀리 브리즈 모스(Samuel Finley Breese Morse, 1791년 4월 27일 ~ 1872년 4월 2일)는 미국의 화가 겸 발명가이다.

## 어린 시절
매사추세츠주 찰스타운에서 출생하여, 1810년 예일 대학교를 졸업한 뒤, 화가가 되기 위하여 1811년 영국으로 건너가 그림 공부를 하였다. 1815년 귀국하여 '라파예트 후작'(1825) 등의 그림을 그렸고 1826년 미국 화가 30명과 함께 국립디자인협회를 설립하고 회장으로 선출되기도 했으나 크게 성공하지는 못했다. 1830년대 중반 워싱턴 D.C.의 상원의사당에 역사에 길이 남을 만한 벽화를 그리려고 했으나 거절당했다. 이 일을 계기로 그는 실의에 빠지게 되었고 전신을 개발하는 쪽으로 관심을 돌리게 되었다.

## 전신의 발명
1825년 고향을 떠나 워싱턴D.C에서 미국 독립전쟁의 영웅 프랑스 라파예트 후작의 초상화를 그릴 때 말을 타고 급히 달려온 메신저가 '아내가 아프다'는 내용의 아버지가 쓴 편지를 전해줬다. 모스는 즉시 뉴헤이븐의 집으로 돌아갔지만 아내는 세상을 떠났고 장례식까지 끝난 뒤였다. 아내의 임종을 하지 못한데 자책감을 느낀 모스는 화가의 꿈을 접은 채 '어떻게 하면 소식을 빠르게, 멀리까지 전달할 수 있을까'라는 생각에 골몰한 끝에 1837년 모스 전신기를 만들었다. 1844년 5월 24일은 워싱턴 D.C와 볼티모어간에 세계 최초로 전신이 공식 개통한 날이다. 그의 전신 방식과 모스 부호는 세계적으로 채택되었으며 해저 전신에 크게 이바지하였다.

## 같이 보기
- 모스 부호
- 전신
- 산업 혁명

## 참고 자료
- 이 문서에는 다음커뮤니케이션(현 카카오)에서 GFDL 또는 CC-SA 라이선스로 배포한 글로벌 세계대백과사전의 "모스" 항목을 기초로 작성된 글이 포함되어 있습니다.